# Eduardo Malásquez
Eduardo Hugo Malásquez Maldonado, né le 13 octobre 1957 à Lima, est un footballeur international péruvien qui évoluait au poste de milieu de terrain.

## Biographie

### Carrière de joueur

#### Carrière en club
Surnommé El Flaco (« le mince »), Eduardo Malásquez est l'un des joueurs emblématiques du Deportivo Municipal, où il joua entre 1976 et 1982, puis une deuxième fois en 1985. Mais c'est à l'Universitario de Deportes qu'il remporta son seul championnat du Pérou en 1987 sous la houlette de Juan Carlos Oblitas.
Il a l'occasion de s'expatrier dans les années 1980 en Colombie, à l'Independiente Medellín (où il retrouve ses compatriotes Jorge Olaechea et Franco Navarro). Avec sept buts marqués en 83 matchs, Malásquez entre dans l'histoire de ce club le 14 novembre 1984 en marquant un but d'anthologie face à l'Unión Magdalena, but surnommé par la presse colombienne du nom de Malasqueña en hommage au nom du joueur. Il met fin à sa carrière en jouant pour le CF Atlas, au Mexique, en 1989.

#### Carrière en sélection
International péruvien, Eduardo Malásquez joue 33 matchs (pour deux buts inscrits) entre 1979 et 1987. 
Il figure dans le groupe des sélectionnés lors de la Coupe du monde de 1982 (sans jouer de match lors de cette compétition). Il dispute toutefois un match face au Venezuela comptant pour les tours préliminaires de la Coupe du monde 1986.
Il participe également à deux éditions de la Copa América en 1983 (demi-finaliste) et 1987 (élimination au 1er tour).
Buts en sélection
| Buts en sélection d'Eduardo Malásquez | Buts en sélection d'Eduardo Malásquez | Buts en sélection d'Eduardo Malásquez    | Buts en sélection d'Eduardo Malásquez | Buts en sélection d'Eduardo Malásquez | Buts en sélection d'Eduardo Malásquez | Buts en sélection d'Eduardo Malásquez |
|                                       | Date                                  | Lieu                                     | Adversaire                            | Score                                 | Résultat                              | Compétition                           |
| ------------------------------------- | ------------------------------------- | ---------------------------------------- | ------------------------------------- | ------------------------------------- | ------------------------------------- | ------------------------------------- |
| 1.                                    | 28 août 1983                          | Estadio El Campín, Bogota (Colombie)     | Colombie                              | 0-1                                   | 2-2                                   | CA 1983                               |
| 2.                                    | 20 octobre 1983                       | Estadio Centenario, Montevideo (Uruguay) | Uruguay                               | 0-1                                   | 1-1                                   | CA 1983                               |

### Carrière d'entraîneur
Malásquez compte quelques brèves expériences comme entraîneur, en 2002 à la tête de l'Estudiantes de Medicina, puis en 2003 sur le banc de l'Alianza Atlético où il ne dirige que deux matchs, remplacé par Teddy Cardama.
Il travaille actuellement comme consultant sportif pour la chaîne sportive péruvienne Gol Perú .

## Palmarès
Universitario de Deportes
- Championnat du Pérou (1) :
  - Champion : 1987.